# Чумацька вулиця (Київ)
Чума́цька ву́лиця — вулиця в Голосіївському районі міста Києва, місцевість Добрий Шлях. Пролягає від Чумацького до Тиврівського провулку.
Прилучаються вулиці Снайперська, Санітарна, Конотопська, Листопадна, Листопадний провулок і прохід до вулиці Цимбалів Яр.

## Історія
Вулиця виникла в середині XX століття під назвою 38-ма Нова. З 1953 року вулиця носила назву Уральська, на честь Уральських гір. 
Сучасна назва — з серпня 2022 року, на честь чумаків. З місцевості Добрий Шлях, в якій розташована вулиця, за переказами виряджали чумаків до Криму.

## Установи та заклади
- Ліцей № 108 (буд. № 2/10)